# Manel Costa
Manel Costa (en francès, Emmanuel Coste), conegut com a Manel de Sant Martí (Sant Martí d'Albera, l'Albera, 25 de desembre de 1822 - 21 de gener de 1911) fou un pastor rossellonès i un poeta en català.

## LaReyna de las founsi la torre d'en Manel
En Manel Costa fou un simple pastor, sense estudis i analfabet, que va recórrer els boscos i els prats de la falda septentrional del puig Neulós exercint la seva ocupació. Aquest intens contacte amb la natura, particularment exuberant a l'obaga del sector més elevat de la serra de l'Albera, li inspirà un profund amor pel territori, les muntanyes, els boscos, els arbres i les fonts. Això el portà a captar i a condicionar, amb els propis recursos, les fonts del territori i els seus voltants, on plantà arbres que esdevindrien boscos de freixes, pins i cedres, els plançons dels quals anava a buscar a Perpinyà. El primer objectiu fou una deu d'aigua entre Sant Martí i el coll Forcat, que ell convertí en la font d'en Manel, tal com encara es coneix. Des de 1881 captà i arreglà la font del coll de l'Ullat, que sempre fou la seva predilecta i que ell batejà com la "Reina de les fonts" (Reyna de las founs diu encara, en ortografia popular, la inscripció que hi feu, al costat de textos en català i en francès amb llegendes sobre contrabandistes i duaners que gravava a partir dels models que li proporcionaven).
Les seves accions coincidiren amb l'adquisició i restauració, per part de l'Estat Francès, del bosc de la Roca i amb l'obertura, el 1890, de la carretera forestal que havia de menar al cor de la muntanya i al cim del puig Neulós. La Reina de les fonts es convertí aviat en una àrea de repòs apreciada, sobretot per Sant Joan o el 14 de juliol, i en Manel aprofitava aquest fet per fer pedagogia de l'amor i el respecte per la natura entre la concurrència. També condicionà moltes altres fonts de la contrada, com la font de la Tanyareda, i el 1886 aixecà un monument piramidal en pedra seca tallada al pic del puig Neulós, conegut com la torre d'en Manel. La torre feia 4 m d'alt i 1,50 a cada cara de la base quadrada, i al voltant de la piràmide s'enfilava una escala feta de pedres planes sortints que permetia pujar fins al cim. Al sòcol hi havia la inscripció Manel 1886 Neulus 1257 m, i un cor de marbre la decorava. Amb la construcció de l'estació de comunicacions, la torre fou derruïda i les seves restes van desaparèixer, fins que el 1964 en fou aixecada una altra d'aproximada al mateix cim del Neulós en homenatge seu.

## Reconeixement
L'incendi de 1901 estigué a punt de destruir el paratge de l'Ullat i també d'acabar amb la seva vida, quan temeràriament es llançà a extingir-lo sense mitjans. Fou un cop fort per a ell, però encara ho fou més la prohibició d'intervenir a la "seva" font i als voltants, propietat de l'Estat, efectuada pels guardes forestals sota amenaça de denunciar-lo. Buscà ajuda per a apel·lar al sotsprefecte i al guardaboscs general, a Ceret, que s'informà i no tan sols li permeté accedir i ocupar-se de la font, sinó que proposà concedir-li la medalla d'or dels vells servidors, que li fou imposada pel sotsprefecte el desembre de 1897, al so de la cobla de Ceret.
Aquest reconeixement públic en portà d'altres, que el van fer cèlebre a tota la Catalunya Nord i van ajudar a difondre el coneixement i l'interès per la serra de l'Albera i per la natura. La Société scientifique et littéraire des Pyrénées Orientales, a instància del Touring Club de France, li atorgà medalles i primes d'encoratjament. El 1911 encara va rebre l'homenatge pòstum del Club Alpin Français.
Cap al final de la seva vida encara gravava pedres, i aconseguí inscriure el seu nom prop de la creu de la plaça de Sant Martí. Ja vell, solia afirmar "Quan en Manel morirà, la muntanya plorarà", i de fet el dia que va morir, a Sant Martí, als 90 anys, va nevar tant que no es va poder portar el cos al cementiri fins al cap de quatre dies. És enterrat a la sepultura familiar del cementiri de Sant Joan d'Albera. Fou un precursor local de l'ecologisme.
Els seus pròxims en recolliren alguns poemes en català ("L'aureneta de Sant Martí"), que es conserven, com altra documentació sobre ell, a la col·lecció Besombes Singla, a Sant Joan d'Albera.